# Philipp Kohlschreiber
Philipp Kohlschreiber (født 16. oktober 1983 i Augsburg, Vesttyskland) er en tysk tennisspiller, der blev professionel i 2001. Han har igennem sin karriere vundet to single- og seks doubletitler, og hans højeste placering på ATP's verdensrangliste er en 22. plads, som han opnåede i august 2009.

## Grand Slam
Kohlschreibers bedste Grand Slam-resultater i singlerækkerne, er to 4. runde-deltagelser ved Australian Open i henholdsvis 2005 og 2008.

## Titler
- 2007: BMW Open
- 2008: Heineken Open